# Eixida posterior d'una casa (Vilassar de Mar)
L'eixida posterior d'una casa és un element arquitectònic d'una casa del carrer de l'Església del municipi de Vilassar de Mar (Maresme) que forma part de l'Inventari del Patrimoni Arquitectònic de Catalunya.

## Eixida posterior d'una casa
La sortida posterior d'una casa situada entre dos carrers forma part de l'Inventari del Patrimoni Arquitectònic de Catalunya. Per l'interior està situada al fons de l'eixida. El seu interès recau en la decoració exterior del mur, un gran semioval que emmarca una finestra central i un coronament esglaonat de la façana, amb motllures planes i cercles amb elements florals als angles. Hi ha petites garlandes esgrafiades i tres ulls de bou. La porta està situada lateralment. Generalment les sortides posteriors de les cases no solen estar decorades i són parets llises de no gaire alçada. En aquest cas hi ha el safareig a la part baixa i els dipòsits de l'aigua a la part superior.